# 高崇基
高崇基（？—1889年8月29日），直隶静海人，清朝政治人物。同进士出身。

## 生平
道光三十年，登進士。光绪十四年十月十七，由广东布政使升任廣西巡撫。光绪十五年八月初四（1889年8月29日）卒。